# Chariesthes interruptevitticollis
Chariesthes interruptevitticollis är en skalbaggsart som beskrevs av Stefan von Breuning 1960. Chariesthes interruptevitticollis ingår i släktet Chariesthes och familjen långhorningar.
Artens utbredningsområde är Kenya. Inga underarter finns listade i Catalogue of Life.